# ولیکا ستارا واس
ولیکا ستارا واس (اسلوونیایی: Velika Stara Vas) یک زیستگاه انسانی در اسلوونی است که در Grosuplje Municipality واقع شده‌است.

## خصوصیات
ولیکا ستارا واس ۲٫۳۳ کیلومترمربع مساحت و ۱۰۹ نفر جمعیت دارد و ۳۷۰٫۴ متر بالاتر از سطح دریا واقع شده‌است.